# Heteropterys ocellata
Heteropterys ocellata är en tvåhjärtbladig växtart som beskrevs av L. B. Smith. Heteropterys ocellata ingår i släktet Heteropterys och familjen Malpighiaceae. Inga underarter finns listade i Catalogue of Life.